# Jacoba Elling
Jacoba Elling (12 februari 1864 - ?) was een Noors zangeres.

## Biografie
Jacoba Nikoline (Nicoline) Elling werd geboren binnen het gezin van boekdrukker Andreas Schaft Elling (1819-1872) en Pauline Bangsboe (1826-1905) uit Denemarken. Jacoba was de zuster van componist Catharinus Elling en technicus Ægidius Elling. Ze was verloofd met Johan Christian Tandberg, maar die overleed voor hun trouwdag. Ze trouwde uiteindelijk met professor natuurkunde en wiskunde en pianist Otto Krigar-Menzel (1861-1929). Ze had hem in 1889 in het huis van schilder Ludwig Knaus leren kennen tijdens haar zanglessen in Berlijn en vertrok met hem naar die stad. Ze kregen onder meer een dochter die violiste werd. Een andere Anna Ottilie Krigar, werd kunstschilder onder de naam Annot Jacobi (27 december 1894-20 oktober 1981). Haar peetouders waren Johannes Brahms en Adolf von Menzel (broer van haar vader).
In aanvulling op de concerten die ze gaf, gaf ze ook zanglessen.

## Concerten (selectie)
Hieronder volgen enkele concerten (van 1885 – 1888 was het stil rondom de zangeres) :
- 5 april 1884: samen met broer Catharinus Elling, Johan Edvard Hennum, Gudbrand Bøhn, Ernst Solberg en Hans Marcus Zapffe, concert gewijd aan werken van gaar broer; zij zong enkele liederen
- april 1885: weer met dezelfde combinatie, maar ook met een strijkorkest
- 7 december 1885: Jacoba zong liederen van Felix Mendelssohn Bartholdy, Franz Schubert, Halfdan Kjerulf en Charles Gounod, begeleid door een koor
- 24 oktober 1888: als hoofdartiest een concert met Agathe Backer-Grøndahl, Gustav Lange en Martin Ursin , waarbij ze een opera-aria zong uit Die Entführung aus dem Serail, maar ook liederen van haar broer, Kjerulf etc.
- november 1888: liefdadigheidsconcert voor een vrouwenziekenhuis
- 28 februari 1889: Bijdrage aan concert van violiste Elisabeth Hals met ook Camilla Wiese, Valborg Bang
- 8 december 1889 Liefdadigheidsconcert met liederen van haar broer

28 september 1890: als hoofdartiest
- 1912: concert in Berlijn met man en dochter